# Natriumoxid
Natriumoxid är en kemisk förening av natrium och syre med formeln Na2O.

## Egenskaper
Natriumoxid reagerar häftigt vid kontakt med vatten och bildar natriumhydroxid.
{\displaystyle {\rm {Na_{2}O+H_{2}O\rightarrow 2\ NaOH}}}

## Framställning
Natriumoxid bildas när metalliskt natrium utsätts för syre. När natrium förbränns i luft bildas ca 80 % natriumoxid och 20 % natriumperoxid (Na2O2).
{\displaystyle {\rm {4\ Na+O_{2}\rightarrow 2\ Na_{2}O}}}
Kemiskt ren natriumoxid för laboratoriebruk kan framställas av metalliskt natrium och natriumnitrat (NaNO3).
{\displaystyle {\rm {10\ Na+2\ NaNO_{3}\rightarrow 6\ Na_{2}O+N_{2}}}}

## Användning
Vanligt glas består oftast av runt 15% natriumoxid. Övriga ingredienser är kiseldioxid (ca 70%) och kalciumoxid. 